# Comitè Surotaper de Catalunya
El Comitè Surotaper de Catalunya va ser un comitè creat a conseqüència de l'assemblea celebrada a Palafrugell el 8 de novembre de 1931 per tal de defensar els interessos generals del col·lectiu industrial surotaper de Catalunya. La seva finalitat era la d'actuar conjuntament davant de la crisi del sector i arribar a unes conclusions que serien defensades al Congrés dels Diputats. Hi havia representats propietaris de suredes, industrials i obrers, i els ajuntaments. El comitè funcionava amb els fons aportats pels respectius ajuntaments. El comitè es va dissoldre oficialment el 16 de novembre de 1934 però ja des de 1932 no tenia activitat.
L'Ajuntament de Palafrugell formava part del comitè i la documentació es conservava a les dependències municipals, originàriament a la casa consistorial del carrer dels Valls i posteriorment a Can Bech. En el procés de l'elaboració de l'inventari del fons municipal als anys 1980, es va considerar aquesta documentació com a fons amb entitat pròpia. El fons conté el llibre d'actes i el reglament del Comitè surotaper de Catalunya.